# Coupe du monde de futsal de 2004
Navigation
2000 2008
La Coupe du monde de futsal de 2004 est la cinquième édition de la Coupe du monde de futsal et se déroule du 21 novembre au 5 décembre 2004 au Taipei chinois.
D'août 2003 à septembre 2004, les sélections nationales participent à une phase de qualification, dans le but de désigner les quinze équipes pouvant prendre part au tournoi final en compagnie du pays hôte, qualifié d'office en tant qu'organisateur. La compétition compte autant de membres qu'à l'accoutumée, seize : cinq européens, quatre asiatiques, trois sud-américains, deux représentants de la CONCACAF, un africain et un océanien.
L'Espagne conserve son titre de champion du monde devant l'Italie. Le Brésil, sélection majeure de l'histoire du sport, manque pour la première fois la finale et termine troisième.

## Préparation de l'évènement

### Désignation du pays organisateur
Fin octobre 2002, cinq associations nationales se portent candidates pour l’organisation du cinquième Championnat du Monde de Futsal de la FIFA 2004, par ordre de dépôt des candidatures : Bahreïn, la Thaïlande, l’Égypte, le Paraguay et l’Iran. Ces associations nationales ont jusqu’au 30 novembre 2002 pour confirmer ou retirer leur candidature et jusqu’au 20 décembre 2002 pour soumettre à la FIFA leur dossier de candidature. Lors de la séance de la Commission de Futsal, le Président de la FIFA Joseph Blatter se félicite que cinq associations nationales fassent part de leur intérêt pour l’organisation du Championnat du Monde. « Il s’agit-là d’un excellent témoignage de la popularité croissante du futsal » déclare-t-il. L'Australie et Taïwan se rajoute avant la date butoir.
Début mars 2003, la FIFA annonce que le Championnat du Monde de Futsal de la FIFA 2004 aura lieu à Taïwan. Pour la première fois de son histoire centenaire, la FIFA choisi ce pays mineur d'Asie comme organisateur d'une phase finale d'une de ses compétitions. Le football n’y est pas le sport national, bien que de plus en plus s’y intéressent, notamment les enfants et les jeunes. Le base-ball reste numéro un.

### Ville et salles retenues
| Taipei                 | Linkou            |
| ---------------------- | ----------------- |
| NTU Sports Center (en) | Gymnase de Linkou |
| Capacité : 3 500       | Capacité : 15 000 |
|                        |                   |

La compétition se déroule dans deux gymnases au Nord de Taïwan.
Le NTU Sports Center (en) situé dans l'Université nationale de Taïwan, dans la capitale Taipei, est le lieu principal de la 5e Coupe du monde de futsal. Douze matchs du premier tour (groupes A et B), six du second (groupe F) ainsi que les demi-finales et les finales y ont lieu. La salle peut contenir jusqu'à 3 500 spectateurs.
Le second lieu est le gymnase du district de Linkou, dans l'actuel Nouveau Taipei. Il sert de site à douze matches du premier tour (groupes C et D) et à six du second (groupe E). La salle peut accueillir jusqu'à 15 000 spectateurs et se trouve à proximité de l'aéroport international Taiwan-Taoyuan. Le lieu est situé à quinze kilomètres du centre-ville de Taipei.
À noter que toutes les dernières journées de phase de groupes sont jouées au même moment, dans chacun des deux gymnases donc, pour l'équité sportive.

### Tirage au sort
Préalablement au tirage au sort des groupes le 5 septembre 2004, les 16 équipes qualifiées sont réparties le 6 décembre dans quatre chapeaux en fonction de critères sportifs, pour que les meilleures nations ne se rencontrent pas au premier tour, et de critères géographiques, pour éviter de concentrer des équipes d'une même confédération dans un groupe.
Ainsi les quatre nations asiatiques, dont le pays hôte, forment le chapeau A. Quatre européennes le B. L'Espagne, cinquième équipe d'Europe fait partie du groupe C avec le Brésil, derniers finalistes, et les deux autres participants sud-américains. Le dernier chapeau comporte les quatre restants : Nord-américains, Africain et Océanique. 
Quatre autres chapeaux permettent de définir la position des équipes dans les différents groupes (le chapeau 1 pour le Groupe A, le chapeau 2 pour le Groupe B, etc.). Chinese Taipei se retrouve automatiquement en position A1.
| Chapeau A                                                  | Chapeau B                                                            | Chapeau C                                                                         | Chapeau D                                                              |
| ---------------------------------------------------------- | -------------------------------------------------------------------- | --------------------------------------------------------------------------------- | ---------------------------------------------------------------------- |
| Taïwan (hôte) Iran (AFC 1) Japon (AFC 2) Thaïlande (AFC 3) | Italie (UEFA 2) Ukraine (UEFA 3) Tchéquie (UEFA 4) Portugal (UEFA 5) | Argentine (CONMEBOL 1) Brésil (CONMEBOL 2) Paraguay (CONMEBOL 3) Espagne (UEFA 1) | États-Unis (CONCACAF 1) Cuba (CONCACAF 2) Égypte (CAF) Australie (OFC) |

Jérôme Champagne, secrétaire général adjoint de la FIFA, procède au tirage au sort le 5 septembre 2004 dans l'auditorium du Grand Hôtel de Taipei City. Celui-ci permet d'établir quatre groupes de quatre.
Après le tirage, le groupe D est considéré comme le plus relevé, équilibré voire « groupe de la mort ». L'entraîneur de l'équipe du Portugal, Orlando Duarte, se montre résigné en apprenant le résultat du tirage au sort. « En principe, c'est le groupe le plus compliqué. L'Iran et l'Argentine sont deux très grosses nations et les plus faibles sont peut-être les Cubains. La qualification se jouera sans doute entre le Portugal, l'Argentine et l'Iran », indique le technicien lusitanien. Javier Lozano, sélectionneur espagnol, se dit satisfait du sort réservé à son équipe, versée dans un Groupe A d'apparence facile.
| Groupe A                      | Groupe B                            | Groupe C                         | Groupe D                     |
| ----------------------------- | ----------------------------------- | -------------------------------- | ---------------------------- |
| Égypte Espagne Taïwan Ukraine | Australie Brésil Tchéquie Thaïlande | États-Unis Italie Japon Paraguay | Argentine Cuba Iran Portugal |

## Acteurs

### Équipes qualifiées
Un total de 85 associations concourent pour les 15 places finales, soit 22 de plus que quatre ans plus tôt. Taiwan, en tant qu'hôte, est automatiquement qualifié.
En Europe, il y a dix groupes de qualification, chacun avec trois ou quatre équipes dans chacun desquels le premier est qualifié pour des barrage. Les vainqueurs des cinq matches de barrage sont qualifiés pour la phase finales. La Russie, quatrième de la Coupe du monde de 2000, échoue au premier tour.
En Amérique du Sud, les qualifications sont déterminées lors du championnat sud-américain de futsal 2003. Les dix membres de la CONMEBOL participent à la compétition, les champions sud-américains argentins, les finalistes du Brésil, et le Paraguay troisième sont qualifiés.
Les deux places de la CONCACAF sont joués au championnat de la CONCACAF de futsal 2004. En plus des États-Unis, qui remportent le tournoi, Cuba s'est à nouveau qualifié pour le tournoi final.
Pour l'Afrique, une seule place est disponible. Dans des qualifications chaotiques où plusieurs matchs n'ont pas lieu, l'Égypte se qualifie sans difficultés.
En Asie, les participants jouent les places pour le Mondial lors de la Coupe d'Asie de futsal 2004 à Macao. En plus de l'Iran, le Japon et la Thaïlande sont qualifiés.
En Océanie, il y a eu un tournoi de qualification fin juillet 2004 à Canberra (Australie), qui est également considéré comme le championnat d'Océanie. L'Australie domine le tournoi, comme lors des éditions précédentes, sans perdre de points ni prendre de buts.
Outre l'équipe de l'hôte Taiwan, la République tchèque est la seule à participer pour la première fois à une Coupe du monde de futsal de la FIFA.
| Carte                                                                                             | Europe (UEFA, qualification) 5 places                                                     | Amérique du Sud (CONMEBOL, qualification) 3 places                        | Asie (AFC, qualification) 4 places dont une au pays hôte              |
| ------------------------------------------------------------------------------------------------- | ----------------------------------------------------------------------------------------- | ------------------------------------------------------------------------- | --------------------------------------------------------------------- |
| Planisphère représentant les pays dont les équipes se sont qualifiées pour la Coupe du monde 2004 | - Tchéquie : 1re phase finale - Espagne : 5e - Italie : 4e - Portugal : 2e - Ukraine : 2e | - Argentine : 5e phase finale - Brésil : 5e - Paraguay : 3e               | - Iran : 4e phase finale - Japon : 2e - Taïwan : 1re - Thaïlande : 2e |
| Planisphère représentant les pays dont les équipes se sont qualifiées pour la Coupe du monde 2004 | Océanie (OFC, qualification) 1 place                                                      | Amérique du Nord, centrale et Caraïbes (CONCACAF, qualification) 2 places | Afrique (CAF, qualification) 1 place                                  |
| Planisphère représentant les pays dont les équipes se sont qualifiées pour la Coupe du monde 2004 | - Australie : 5e phase finale                                                             | - États-Unis : 4e phase finale - Cuba : 3e                                | - Égypte : 3e phase finale                                            |

### Joueurs
Les sélectionneurs annoncent la liste des joueurs retenus pour participer au tournoi une semaine avant le début de la compétition.

### Arbitres
Dix-huit arbitres issus des six confédérations sont sélectionnés pour diriger les rencontres. Chacun représente un pays différent. Pour l'Espagnol Pedro Galan et le Saoudien Seyed Sadreddin Moosavi, il s'agit de la troisième Coupe du monde de futsal consécutive. Les deux représentants africains, le Sénégalais Yaya Djiba et l'Égyptien Mohamed Ibrahim Farag, le Guatémaltèque Carlos Del Cid étaient déjà présents en 2000.
| Liste des arbitres | Liste des arbitres        | Liste des arbitres  | Liste des arbitres | Liste des arbitres  | Liste des arbitres  | Liste des arbitres  | Liste des arbitres  | Liste des arbitres |
| Confédération      | Nom                       | Date de naissance   | Pays               | Intervenu comme ... | Intervenu comme ... | Intervenu comme ... | Intervenu comme ... | Total matchs       |
| Confédération      | Nom                       | Date de naissance   | Pays               | 1er arbitre         | Assistant           | 3e arbitre          | Chronométreur       | Total matchs       |
| ------------------ | ------------------------- | ------------------- | ------------------ | ------------------- | ------------------- | ------------------- | ------------------- | ------------------ |
| UEFA               | Pedro Galan Nieto         | 20.01.1960 (44 ans) | Espagne            | 4                   | 1                   | 4                   | 1                   | 10                 |
| UEFA               | Karoly Torok              | 16.02.1967 (37 ans) | Hongrie            | 4                   | 3                   | 1                   | 2                   | 10                 |
| UEFA               | Massimo Cumbo             | 04.07.1966 (38 ans) | Italie             | 2                   | 4                   | 3                   | -                   | 9                  |
| UEFA               | Jyrki Filppu              | 22.11.1961 (42 ans) | Finlande           | 2                   | 4                   | 2                   | 1                   | 9                  |
| UEFA               | Victor Van Helvoirt       | 03.10.1964 (40 ans) | Pays-Bas           | 4                   | 1                   | 2                   | 2                   | 9                  |
| AFC                | Kazuya Isokawa            | 18.12.1965 (38 ans) | Japon              | 1                   | 1                   | 2                   | 5                   | 9                  |
| AFC                | Seyed Sadreddin Moosavi   | 04.08.1960 (44 ans) | Iran               | 3                   | 2                   | 3                   | 1                   | 9                  |
| AFC                | Adel Al-Shatti            | 14.09.1961 (43 ans) | Koweït             | 1                   | 3                   | 1                   | 3                   | 8                  |
| AFC                | Hau Sheen Ching           | 13.09.1962 (42 ans) | Taipei chinois     | -                   | 2                   | 2                   | 2                   | 6                  |
| CONCACAF           | John Konstantinidis       | 28.05.1965 (39 ans) | États-Unis         | 3                   | 1                   | 2                   | 4                   | 10                 |
| CONCACAF           | Carlos Del Cid            | 23.10.1963 (41 ans) | Guatemala          | 2                   | 2                   | 4                   | 2                   | 10                 |
| CONCACAF           | Vladimir Maso Goitisolo   | 10.08.1962 (42 ans) | Cuba               | -                   | 2                   | 2                   | 2                   | 6                  |
| CONMEBOL           | Nolido Paixao             | 01.05.1964 (40 ans) | Brésil             | 2                   | 3                   | 3                   | 2                   | 10                 |
| CONMEBOL           | Juan Carlos Sciancalepore | 08.01.1969 (37 ans) | Argentine          | 3                   | 2                   | 2                   | 2                   | 9                  |
| CONMEBOL           | Nestor Valiente           | 09.03.1967 (37 ans) | Paraguay           | 3                   | 2                   | 2                   | 2                   | 9                  |
| CAF                | Yaya Djiba                | 10.03.1965 (39 ans) | Sénégal            | 1                   | 3                   | 1                   | 4                   | 9                  |
| CAF                | Mohamed Ibrahim Farag     | 07.01.1960 (44 ans) | Égypte             | 3                   | 3                   | 2                   | -                   | 8                  |
| OFC                | Robert Porritt            | 18.09.1960 (44 ans) | Australie          | 2                   | 1                   | 2                   | 5                   | 10                 |

### Technical Study Group
Depuis la Coupe du monde de football de 1966, la FIFA comporte un groupe d'étude chargé d'étudier les évolutions techniques et tactiques du jeu, le Technical Study Group (TSG, en français : Groupe d'Étude Technique). Le TSG détermine l'équipe all-star et le prix du meilleur joueur du tournoi. Il comprend quatre membres tous ex-joueur et/ou sélectionneur de futsal : le Hollandais Victor Hermans, le Portugais João Rocha, le Costaricain Carlos Quiros et l'Argentin Vicente de Luise, ex-international et sélectionneur passent le tournoi à analyser les tactiques des équipes, évaluer leurs performances et récolter des statistiques. À l'issue de la compétition, les travaux du TSG sont regroupés dans un rapport technique, lequel rassemble les détails observés durant la course au titre.

## Compétition

### Format et règlement
Les équipes sont réparties en quatre groupes de quatre sélections, disputés en tournoi toutes rondes. Les deux premiers de chaque groupe se qualifient pour une seconde phase de poule à deux groupes. Ceux-ci déterminent les quatre équipes pour les demi-finales, jouées en matchs à élimination directe. Le classement des groupes utilise le système suivant d'attribution de points :
- 3 points pour un match gagné;
- 1 point pour un match nul;
- 0 point pour un match perdu.

Si à l’issue du premier tour, plusieurs équipes ont le même nombre de points, les buts marqués et encaissés sont pris en compte. Les critères suivants sont utilisés pour déterminer le classement des équipes :
1. le plus grand nombre de points acquis dans les trois matchs de groupe;
2. la meilleure différence de buts entre les buts marqués (buts pour) et les buts encaissés (buts contre) dans les trois matchs de groupe;
3. le plus grand nombre de buts marqués dans les trois matchs de groupe;
4. le plus grand nombre de points obtenus dans les matchs entre équipes à égalité;
5. la meilleure différence de buts dans les matchs entre équipes à égalité;
6. le plus grand nombre de buts marqués dans les matchs entre équipes à égalité;
7. si l'égalité subsiste, les équipes sont départagées par tirage au sort.

### Premier tour

#### Groupe A
Après une première sortie réussie contre l'Ukraine (2-0), l'Espagne remporte deux larges victoires contre Chinese Taipei (10-0) puis l’Égypte (7-0).
| Équipe  | Pts | J | V | N | D | Bp | Bc | Diff |
| ------- | --- | - | - | - | - | -- | -- | ---- |
| Espagne | 9   | 3 | 3 | 0 | 0 | 19 | 0  | +19  |
| Ukraine | 6   | 3 | 2 | 0 | 1 | 12 | 8  | +4   |
| Égypte  | 3   | 3 | 1 | 0 | 2 | 16 | 12 | +4   |
| Taïwan  | 0   | 3 | 0 | 0 | 3 | 2  | 29 | -27  |

| 21 novembre 2004 | Taïwan  | 0 – 12  | Égypte |                                                    |                                                    |
| 16h00            |         | (0 - 6) | 7e 20e 39e Sayed · 8e 13e 35e Abdel · 17e 23e Ibrahim · 20e Mohamed · 24e (csc) Tseng · 32e Mahmoud · 34e Abdelhamid | NTU Sports Center (en), Taipei Spectateurs : 2 125 | NTU Sports Center (en), Taipei Spectateurs : 2 125 |
| 16h00            | rapport |         | | NTU Sports Center (en), Taipei Spectateurs : 2 125 | NTU Sports Center (en), Taipei Spectateurs : 2 125 |

| 21 novembre 2004 | Espagne                | 2 – 0   | Ukraine |                                                    |                                                    |
| 18h00            | Marcelo 5e · Andreu 9e | (2 – 0) |         | NTU Sports Center (en), Taipei Spectateurs : 1 350 | NTU Sports Center (en), Taipei Spectateurs : 1 350 |
| 18h00            | rapport                |         |         | NTU Sports Center (en), Taipei Spectateurs : 1 350 | NTU Sports Center (en), Taipei Spectateurs : 1 350 |

| 23 novembre 2004 | Taïwan  | 0 – 10  | Espagne |                                                  |                                                  |
| 18h00            |         | (0 - 3) | 6e 32e Cogorro · 13e Serrejon · 17e Julio · 22e 25e 30e Javi Rodríguez · 25e Torras · 37e Marcelo · 39e Limones | NTU Sports Center (en), Taipei Spectateurs : 795 | NTU Sports Center (en), Taipei Spectateurs : 795 |
| 18h00            | rapport |         | | NTU Sports Center (en), Taipei Spectateurs : 795 | NTU Sports Center (en), Taipei Spectateurs : 795 |

| 23 novembre 2004 | Égypte                       | 4 – 5   | Ukraine                                                         |                                                  |                                                  |
| 20h20            | Abdel 4e 18e 38e · Sayel 21e | (2 - 0) | 26e 38e Koridze · 29e (csc) Sayel · 34e Kovalyov · 35e Mansurov | NTU Sports Center (en), Taipei Spectateurs : 412 | NTU Sports Center (en), Taipei Spectateurs : 412 |
| 20h20            | rapport                      |         |                                                                 | NTU Sports Center (en), Taipei Spectateurs : 412 | NTU Sports Center (en), Taipei Spectateurs : 412 |

| 25 novembre 2004 | Ukraine                                                            | 7 – 2   | Taïwan               |                                                    |                                                    |
| 18h00            | Mansurov 7e 20e · Koridze 10e 38e · Shaytanov 14e 18e · Brunko 38e | (5 - 1) | 14e Chen · 25e Chang | NTU Sports Center (en), Taipei Spectateurs : 1 850 | NTU Sports Center (en), Taipei Spectateurs : 1 850 |
| 18h00            | rapport                                                            |         |                      | NTU Sports Center (en), Taipei Spectateurs : 1 850 | NTU Sports Center (en), Taipei Spectateurs : 1 850 |

| 25 novembre 2004 | Égypte  | 0 – 7   | Espagne                                                                |                                             |                                             |
| 18h00            |         | (0 - 5) | 3e 21e Marcelo · 5e Kike · 10e 23e Andreu · 13e Cogorro · 16e Serrejon | Linkou Gymnasium, Taoyuan Spectateurs : 350 | Linkou Gymnasium, Taoyuan Spectateurs : 350 |
| 18h00            | rapport |         |                                                                        | Linkou Gymnasium, Taoyuan Spectateurs : 350 | Linkou Gymnasium, Taoyuan Spectateurs : 350 |

#### Groupe B
| Équipe    | Pts | J | V | N | D | Bp | Bc | Diff |
| --------- | --- | - | - | - | - | -- | -- | ---- |
| Brésil    | 9   | 3 | 3 | 0 | 0 | 23 | 2  | +21  |
| Tchéquie  | 6   | 3 | 2 | 0 | 1 | 8  | 5  | +3   |
| Thaïlande | 3   | 3 | 1 | 0 | 2 | 5  | 13 | –8   |
| Australie | 0   | 3 | 0 | 0 | 3 | 2  | 18 | –16  |

| 22 novembre 2004 | Australie | 0 – 10  | Brésil                                                                                              |                                                  |                                                  |
| 18h00            |           | (0 - 4) | Falcão 8e 25e · Schumacher 12e · Vander 13e · Simi 18e · Índio 21e 30e · Fininho 28e · Neto 35e 39e | NTU Sports Center (en), Taipei Spectateurs : 670 | NTU Sports Center (en), Taipei Spectateurs : 670 |
| 18h00            | rapport   |         | | NTU Sports Center (en), Taipei Spectateurs : 670 | NTU Sports Center (en), Taipei Spectateurs : 670 |

| 22 novembre 2004 | Tchéquie                  | 2 – 1   | Thaïlande |                                                  |                                                  |
| 20h00            | Kamenicky 34e · Mares 35e | (0 - 1) | 15e Innui | NTU Sports Center (en), Taipei Spectateurs : 740 | NTU Sports Center (en), Taipei Spectateurs : 740 |
| 20h00            | rapport                   |         |           | NTU Sports Center (en), Taipei Spectateurs : 740 | NTU Sports Center (en), Taipei Spectateurs : 740 |

| 24 novembre 2004 | Australie | 0 – 5   | Tchéquie                                   |                                                  |                                                  |
| 18h00            |           | (0 - 1) | 15e Havel · 34e 36e 39e Mares · 35e Dlouhy | NTU Sports Center (en), Taipei Spectateurs : 639 | NTU Sports Center (en), Taipei Spectateurs : 639 |
| 18h00            | rapport   |         |                                            | NTU Sports Center (en), Taipei Spectateurs : 639 | NTU Sports Center (en), Taipei Spectateurs : 639 |

| 24 novembre 2004 | Brésil                                                                                | 9 – 1   | Thaïlande                     |                                                  |                                                  |
| 20h00            | Schumacher 3e · Falcão 16e 36e · Manoel Tobias 24e · Índio 26e 30e · Simi 35e 37e 39e | (2 - 0) | 37e Lertchai Issarasuwipakorn | NTU Sports Center (en), Taipei Spectateurs : 810 | NTU Sports Center (en), Taipei Spectateurs : 810 |
| 20h00            | rapport                                                                               |         |                               | NTU Sports Center (en), Taipei Spectateurs : 810 | NTU Sports Center (en), Taipei Spectateurs : 810 |

| 26 novembre 2004 | Thaïlande                                | 3 – 2   | Australie                   |                                                  |                                                  |
| 20h00            | Munjarern 24e · Piemkum 37e · Polsak 40e | (0 - 0) | 25e Vizzari · 40e Singleton | NTU Sports Center (en), Taipei Spectateurs : 650 | NTU Sports Center (en), Taipei Spectateurs : 650 |
| 20h00            | rapport                                  |         |                             | NTU Sports Center (en), Taipei Spectateurs : 650 | NTU Sports Center (en), Taipei Spectateurs : 650 |

| 26 novembre 2004 | Brésil                                         | 4 – 1   | Tchéquie |                                               |                                               |
| 20h00            | Índio 15e · Falcão 20e · Neto 27e · Vander 38e | (2 - 1) | 3e Mares | Linkou Gymnasium, Taoyuan Spectateurs : 1 400 | Linkou Gymnasium, Taoyuan Spectateurs : 1 400 |
| 20h00            | rapport                                        |         |          | Linkou Gymnasium, Taoyuan Spectateurs : 1 400 | Linkou Gymnasium, Taoyuan Spectateurs : 1 400 |

#### Groupe C
| Équipe     | Pts | J | V | N | D | Bp | Bc | Diff |
| ---------- | --- | - | - | - | - | -- | -- | ---- |
| Italie     | 9   | 3 | 3 | 0 | 0 | 15 | 5  | +10  |
| États-Unis | 4   | 3 | 1 | 1 | 1 | 7  | 8  | –1   |
| Paraguay   | 3   | 3 | 1 | 0 | 2 | 8  | 11 | –3   |
| Japon      | 1   | 3 | 0 | 1 | 2 | 5  | 11 | –6   |

| 21 novembre 2004 | Italie                                                        | 6 – 3   | États-Unis                            |                                             |                                             |
| 18h00            | Foglia 13e 28e · Bartoni 18e 39e · Grana 27e · Pellegrini 35e | (2 - 1) | 11e Torres · 26e Dusosky · 30e Morris | Linkou Gymnasium, Taoyuan Spectateurs : 500 | Linkou Gymnasium, Taoyuan Spectateurs : 500 |
| 18h00            | rapport                                                       |         |                                       | Linkou Gymnasium, Taoyuan Spectateurs : 500 | Linkou Gymnasium, Taoyuan Spectateurs : 500 |

| 21 novembre 2004 | Japon                                | 4 – 5   | Paraguay                                              |                                             |                                             |
| 20h00            | Kogure 8e 34e · Maeda 17e · Higa 17e | (3 - 2) | 11e R. Villalba · 19e 37e W. Villalba · 38e Velasquez | Linkou Gymnasium, Taoyuan Spectateurs : 600 | Linkou Gymnasium, Taoyuan Spectateurs : 600 |
| 20h00            | rapport                              |         |                                                       | Linkou Gymnasium, Taoyuan Spectateurs : 600 | Linkou Gymnasium, Taoyuan Spectateurs : 600 |

| 23 novembre 2004 | Italie                                                        | 5 – 0   | Japon |                                             |                                             |
| 18h00            | Zanetti 3e · Vicentini 7e · Montovaneli 31e 40e · Fabiano 33e | (2 - 0) |       | Linkou Gymnasium, Taoyuan Spectateurs : 800 | Linkou Gymnasium, Taoyuan Spectateurs : 800 |
| 18h00            | rapport                                                       |         |       | Linkou Gymnasium, Taoyuan Spectateurs : 800 | Linkou Gymnasium, Taoyuan Spectateurs : 800 |

| 23 novembre 2004 | États-Unis                             | 3 – 1   | Paraguay        |                                             |                                             |
| 20h00            | White 8e · Tschantret 33e · Torres 38e | (1 - 0) | 37e C. Villalba | Linkou Gymnasium, Taoyuan Spectateurs : 500 | Linkou Gymnasium, Taoyuan Spectateurs : 500 |
| 20h00            | rapport                                |         |                 | Linkou Gymnasium, Taoyuan Spectateurs : 500 | Linkou Gymnasium, Taoyuan Spectateurs : 500 |

| 25 novembre 2004 | Paraguay                     | 2 – 4   | Italie                                     |                                             |                                             |
| 20h00            | Villalba 13e · Chilavert 28e | (1 - 2) | 17e 36e Zanetti · 20e Bacaro · 31e Morgado | Linkou Gymnasium, Taoyuan Spectateurs : 550 | Linkou Gymnasium, Taoyuan Spectateurs : 550 |
| 20h00            | rapport                      |         |                                            | Linkou Gymnasium, Taoyuan Spectateurs : 550 | Linkou Gymnasium, Taoyuan Spectateurs : 550 |

| 25 novembre 2004 | États-Unis      | 1 – 1   | Japon      |                                                    |                                                    |
| 20h00            | Guastaferro 14e | (1 - 0) | 39e Kogure | NTU Sports Center (en), Taipei Spectateurs : 2 150 | NTU Sports Center (en), Taipei Spectateurs : 2 150 |
| 20h00            | rapport         |         |            | NTU Sports Center (en), Taipei Spectateurs : 2 150 | NTU Sports Center (en), Taipei Spectateurs : 2 150 |

#### Groupe D
Les Argentins font forte impression lors du premier tour où, placés dans un groupe relevé avec le Portugal, Cuba et l'Iran, ils remportent trois victoires. Le succès 1-0 contre le Portugal constitue la première performance, tout comme le succès 3-0 contre Cuba, dont le gardien, Wilfredo Carbo, retarde l'échéance. Pour leur dernier match du premier tour, les hommes de Fernando Larrañaga infligent une correction à l'Iran (6-1), qui fait pourtant figure d'épouvantail. 
| Équipe    | Pts | J | V | N | D | Bp | Bc | Diff |
| --------- | --- | - | - | - | - | -- | -- | ---- |
| Argentine | 9   | 3 | 3 | 0 | 0 | 10 | 1  | +9   |
| Portugal  | 6   | 3 | 2 | 0 | 1 | 9  | 1  | +8   |
| Iran      | 3   | 3 | 1 | 0 | 2 | 9  | 13 | –4   |
| Cuba      | 0   | 3 | 0 | 0 | 3 | 3  | 16 | –13  |

| 22 novembre 2004 | Iran    | 0 – 4   | Portugal                                      |                                               |                                               |
| 18h00            |         | (0 - 2) | 10e Silva · 14e Leo · 27e Queiros · 38e Zeito | Linkou Gymnasium, Taoyuan Spectateurs : 3 700 | Linkou Gymnasium, Taoyuan Spectateurs : 3 700 |
| 18h00            | rapport |         |                                               | Linkou Gymnasium, Taoyuan Spectateurs : 3 700 | Linkou Gymnasium, Taoyuan Spectateurs : 3 700 |

| 22 novembre 2004 | Cuba    | 0 – 3   | Argentine                              |                                               |                                               |
| 20h00            |         | (0 - 0) | 30e Garcias · 32e Barbona · 34e Planas | Linkou Gymnasium, Taoyuan Spectateurs : 1 200 | Linkou Gymnasium, Taoyuan Spectateurs : 1 200 |
| 20h00            | rapport |         |                                        | Linkou Gymnasium, Taoyuan Spectateurs : 1 200 | Linkou Gymnasium, Taoyuan Spectateurs : 1 200 |

| 24 novembre 2004 | Iran                                                                           | 8 – 3   | Cuba                                  |                                             |                                             |
| 18h00            | Shamsee 2e 39e 40e · Heidarian 8e 16e · Mohammadi 17e · Lotfi 35e · Fakhim 37e | (4 - 0) | 23e Guerra · 33e Saname · 40e Morales | Linkou Gymnasium, Taoyuan Spectateurs : 250 | Linkou Gymnasium, Taoyuan Spectateurs : 250 |
| 18h00            | rapport                                                                        |         |                                       | Linkou Gymnasium, Taoyuan Spectateurs : 250 | Linkou Gymnasium, Taoyuan Spectateurs : 250 |

| 24 novembre 2004 | Portugal | 0 – 1   | Argentine    |                                             |                                             |
| 20h00            |          | (0 – 1) | 19e Gonzalez | Linkou Gymnasium, Taoyuan Spectateurs : 400 | Linkou Gymnasium, Taoyuan Spectateurs : 400 |
| 20h00            | rapport  |         |              | Linkou Gymnasium, Taoyuan Spectateurs : 400 | Linkou Gymnasium, Taoyuan Spectateurs : 400 |

| 26 novembre 2004 | Argentine                                                      | 6 – 1   | Iran        |                                             |                                             |
| 18h00            | Sanchez 10e · Garcias 33e · Gonzalez 35e · Wilhelm 36e 36e 39e | (1 - 1) | 16e Shamsee | Linkou Gymnasium, Taoyuan Spectateurs : 700 | Linkou Gymnasium, Taoyuan Spectateurs : 700 |
| 18h00            | rapport                                                        |         |             | Linkou Gymnasium, Taoyuan Spectateurs : 700 | Linkou Gymnasium, Taoyuan Spectateurs : 700 |

| 26 novembre 2004 | Portugal                                         | 5 – 0   | Cuba |                                                  |                                                  |
| 18h00            | Queiros 7e 31e · Ivan 11e · Majo 26e · Andre 39e | (2 - 0) |      | NTU Sports Center (en), Taipei Spectateurs : 532 | NTU Sports Center (en), Taipei Spectateurs : 532 |
| 18h00            | rapport                                          |         |      | NTU Sports Center (en), Taipei Spectateurs : 532 | NTU Sports Center (en), Taipei Spectateurs : 532 |

### Second tour

#### Groupe E
Les choses s'avérent nettement plus difficiles pour les tenants du titre espagnols au second tour, qui doivent cravacher pour atteindre les demi-finales. En effet, après un succès laborieux (2-0) contre la République Tchèque, l'Espagne s'incline (2-3) devant l'Italie et se retrouve dans une position des plus délicates au moment d'affronter son troisième et dernier adversaire, le Portugal. Toutefois, les Espagnols parviennent à faire parler l'expérience pour s'imposer 3-1 et atteindre ainsi les demi-finales.
Avant ce tournoi, jamais une rencontre de Championnat du Monde de Futsal de la FIFA ne s'était terminée sur le score de 0-0. Le match nul et vierge entre l'Italie et le Portugal est donc le premier de l'histoire de la compétition. 
| Équipe   | Pts | J | V | N | D | Bp | Bc | Diff |
| -------- | --- | - | - | - | - | -- | -- | ---- |
| Italie   | 7   | 3 | 2 | 1 | 0 | 6  | 2  | +4   |
| Espagne  | 6   | 3 | 2 | 0 | 1 | 7  | 4  | +3   |
| Portugal | 4   | 3 | 1 | 1 | 1 | 9  | 7  | +2   |
| Tchéquie | 0   | 3 | 0 | 0 | 3 | 4  | 13 | –9   |

| 28 novembre 2004 | Espagne                | 2 – 0   | Tchéquie |                                             |                                             |
| 16h00            | Javi Rodríguez 23e 32e | (0 – 0) |          | Linkou Gymnasium, Taoyuan Spectateurs : 350 | Linkou Gymnasium, Taoyuan Spectateurs : 350 |
| 16h00            | rapport                |         |          | Linkou Gymnasium, Taoyuan Spectateurs : 350 | Linkou Gymnasium, Taoyuan Spectateurs : 350 |

| 28 novembre 2004 | Italie  | 0 – 0   | Portugal |                                             |                                             |
| 18h00            |         | (0 – 0) |          | Linkou Gymnasium, Taoyuan Spectateurs : 425 | Linkou Gymnasium, Taoyuan Spectateurs : 425 |
| 18h00            | rapport |         |          | Linkou Gymnasium, Taoyuan Spectateurs : 425 | Linkou Gymnasium, Taoyuan Spectateurs : 425 |

| 29 novembre 2004 | Espagne                          | 2 – 3   | Italie                                       |                                             |                                             |
| 18h00            | Javi Rodríguez 1re · Marcelo 30e | (1 - 3) | 8e Pellegrini · 19e Fabiano · 20e (csc) Orol | Linkou Gymnasium, Taoyuan Spectateurs : 500 | Linkou Gymnasium, Taoyuan Spectateurs : 500 |
| 18h00            | rapport                          |         |                                              | Linkou Gymnasium, Taoyuan Spectateurs : 500 | Linkou Gymnasium, Taoyuan Spectateurs : 500 |

| 29 novembre 2004 | Tchéquie                                | 4 – 8   | Portugal                                                              |                                             |                                             |
| 20h00            | Blazej 7e 38e · Musial 14e · Dlouhy 16e | (3 - 3) | 4e 10e 39e Queiros · 20e Ivan · 22e Andre · 23e 34e Goncalo · 33e Leo | Linkou Gymnasium, Taoyuan Spectateurs : 425 | Linkou Gymnasium, Taoyuan Spectateurs : 425 |
| 20h00            | rapport                                 |         |                                                                       | Linkou Gymnasium, Taoyuan Spectateurs : 425 | Linkou Gymnasium, Taoyuan Spectateurs : 425 |

| 1er décembre 2004 | Espagne                        | 3 – 1   | Portugal   |                                               |                                               |
| 20h00             | Marcelo 6e 30e · Serrejon 12e; | (2 - 1) | 6e Queiros | Linkou Gymnasium, Taoyuan Spectateurs : 1 100 | Linkou Gymnasium, Taoyuan Spectateurs : 1 100 |
| 20h00             | rapport                        |         |            | Linkou Gymnasium, Taoyuan Spectateurs : 1 100 | Linkou Gymnasium, Taoyuan Spectateurs : 1 100 |

| 1er décembre 2004 | Tchéquie | 0 – 3   | Italie                               |                                                    |                                                    |
| 20h00             |          | (0 - 2) | 8e Grana · 12e Bartoni · 30e Zanetti | NTU Sports Center (en), Taipei Spectateurs : 1 350 | NTU Sports Center (en), Taipei Spectateurs : 1 350 |
| 20h00             | rapport  |         |                                      | NTU Sports Center (en), Taipei Spectateurs : 1 350 | NTU Sports Center (en), Taipei Spectateurs : 1 350 |

#### Groupe F
Au second tour, tout commence bien pour les Argentins par une courte victoire 2-1 contre les États-Unis. Par la suite, une défaite 1-2 face au Brésil les contraint à jouer leur qualification dans le dernier match contre l'Ukraine. Les Sud-américains arrachent le match nul 0-0 qui leur suffit pour accéder aux demi-finales, au terme d'une rencontre tendue.
| Équipe     | Pts | J | V | N | D | Bp | Bc | Diff |
| ---------- | --- | - | - | - | - | -- | -- | ---- |
| Brésil     | 9   | 3 | 3 | 0 | 0 | 16 | 7  | +9   |
| Argentine  | 4   | 3 | 1 | 1 | 1 | 3  | 3  | 0    |
| Ukraine    | 4   | 3 | 1 | 1 | 1 | 4  | 7  | –3   |
| États-Unis | 0   | 3 | 0 | 0 | 3 | 7  | 13 | –6   |

| 28 novembre 2004 | Brésil                                                | 6 – 0   | Ukraine |                                                    |                                                    |
| 16h00            | Falcão 7e 21e 24e · Índio 14e 25e · Kosenko 28e (csc) | (2 - 0) |         | NTU Sports Center (en), Taipei Spectateurs : 2 100 | NTU Sports Center (en), Taipei Spectateurs : 2 100 |
| 16h00            | rapport                                               |         |         | NTU Sports Center (en), Taipei Spectateurs : 2 100 | NTU Sports Center (en), Taipei Spectateurs : 2 100 |

| 28 novembre 2004 | Argentine                  | 2 – 1   | États-Unis |                                                    |                                                    |
| 18h00            | Giustozzi 5e · Wilhelm 20e | (2 - 0) | 40e Torres | NTU Sports Center (en), Taipei Spectateurs : 1 900 | NTU Sports Center (en), Taipei Spectateurs : 1 900 |
| 18h00            | rapport                    |         |            | NTU Sports Center (en), Taipei Spectateurs : 1 900 | NTU Sports Center (en), Taipei Spectateurs : 1 900 |

| 29 novembre 2004 | Brésil     | 2 – 1   | Argentine          |                                                    |                                                    |
| 18h00            | Simi 2e 6e | (2 – 1) | 17e Hernan Garcias | NTU Sports Center (en), Taipei Spectateurs : 1 650 | NTU Sports Center (en), Taipei Spectateurs : 1 650 |
| 18h00            | rapport    |         |                    | NTU Sports Center (en), Taipei Spectateurs : 1 650 | NTU Sports Center (en), Taipei Spectateurs : 1 650 |

| 29 novembre 2004 | Ukraine                                     | 3 – 1   | États-Unis |                                                    |                                                    |
| 20h00            | Sergiy Sytin 19e 24e · Vitaliy Nesteruk 40e | (1 - 1) | 20e Torres | NTU Sports Center (en), Taipei Spectateurs : 1 200 | NTU Sports Center (en), Taipei Spectateurs : 1 200 |
| 20h00            | rapport                                     |         |            | NTU Sports Center (en), Taipei Spectateurs : 1 200 | NTU Sports Center (en), Taipei Spectateurs : 1 200 |

| 1er décembre 2004 | Brésil                                                                                       | 8 – 5   | États-Unis                                                         |                                                    |                                                    |
| 18h00             | Falcão 5e 25e · Fininho 9e · Manoel Tobias 11e · Pablo 26e · Schumacher 37e · Índio 39e 40e; | (3 - 1) | 12e Butcher · 32e John Ball · 34e White · 38e Torres · 39e Beasley | NTU Sports Center (en), Taipei Spectateurs : 1 600 | NTU Sports Center (en), Taipei Spectateurs : 1 600 |
| 18h00             | rapport                                                                                      |         |                                                                    | NTU Sports Center (en), Taipei Spectateurs : 1 600 | NTU Sports Center (en), Taipei Spectateurs : 1 600 |

| 1er décembre 2004 | Ukraine | 0 – 0   | Argentine |                                             |                                             |
| 18h00             |         | (0 – 0) |           | Linkou Gymnasium, Taoyuan Spectateurs : 750 | Linkou Gymnasium, Taoyuan Spectateurs : 750 |
| 18h00             | rapport |         |           | Linkou Gymnasium, Taoyuan Spectateurs : 750 | Linkou Gymnasium, Taoyuan Spectateurs : 750 |

### Phase finale

#### Tableau
|  | Demi-finales             | Demi-finales             |                        |   | Finale                   | Finale                   |
|  | Demi-finales             | Demi-finales             |                        |   | Finale                   | Finale                   |
|  |                          |                          |                        |   |                          |                          |
|  | 3 décembre 2000 - Taipei | 3 décembre 2000 - Taipei |                        |   | 5 décembre 2000 - Taipei | 5 décembre 2000 - Taipei |
|  | 3 décembre 2000 - Taipei | 3 décembre 2000 - Taipei |                        |   | 5 décembre 2000 - Taipei | 5 décembre 2000 - Taipei |
|  | Espagne                  | 2 (tab 5)                |                        |   | 5 décembre 2000 - Taipei | 5 décembre 2000 - Taipei |
|  | Espagne                  | 2 (tab 5)                |                        |   | 5 décembre 2000 - Taipei | 5 décembre 2000 - Taipei |
|  | Brésil                   | 2 (tab 4)                |                        |   | 5 décembre 2000 - Taipei | 5 décembre 2000 - Taipei |
|  | Brésil                   | 2 (tab 4)                | Espagne                | 2 |                          |                          |
|  | 3 décembre 2000 - Taipei |                          | Espagne                | 2 |                          |                          |
|  |                          | Italie                   | 1                      |   |                          |                          |
|  | Argentine                | Italie                   | 1                      | 4 |                          |                          |
|  | Argentine                |                          |                        | 4 |                          |                          |
|  | Italie                   | 7                        |                        |   |                          |                          |
|  | Italie                   | 7                        | Match pour la 3e place |   |                          |                          |
|  |                          |                          |                        |   |                          |                          |
|  | 5 décembre 2000 - Taipei |                          |                        |   |                          |                          |
|  |                          |                          |                        |   |                          |                          |
|  | Brésil                   | 7                        |                        |   |                          |                          |
|  | Brésil                   | 7                        |                        |   |                          |                          |
|  | Argentine                | 4                        |                        |   |                          |                          |
|  | Argentine                | 4                        |                        |   |                          |                          |

#### Demi-finales
En demi-finale, les Brésiliens attendent les Espagnols de pied ferme pour la revanche de la finale de l'édition 2000. Le jeu passe rapidement d'un but à l'autre et les deux équipes se procurent tour à tour l'occasion d'emporter la décision. Finalement, les Européens s'imposent aux tirs au but devant les artistes sud-américains.
| 3 décembre 2004 | Brésil                                            | 2 – 2 (ap) 4–5 t. a. b. | Espagne                                                   |                                                                                |                                                                                |
| 18h00           | Pablo 26e · Simi 35e                              | (0 - 0)                 | 23e Andreu · 35e Marcelo                                  | NTU Sports Center (en), Taipei Spectateurs : 3 400 Arbitrage : Nestor Valiente | NTU Sports Center (en), Taipei Spectateurs : 3 400 Arbitrage : Nestor Valiente |
| 18h00           | rapport                                           |                         |                                                           | NTU Sports Center (en), Taipei Spectateurs : 3 400 Arbitrage : Nestor Valiente | NTU Sports Center (en), Taipei Spectateurs : 3 400 Arbitrage : Nestor Valiente |
| 18h00           | Simi · Euler · Índio · Falcão · Schumacher · Neto | Tirs au but 4–5         | Kike · Torras · Julio · Limones · Javi Rodríguez · Andreu | NTU Sports Center (en), Taipei Spectateurs : 3 400 Arbitrage : Nestor Valiente | NTU Sports Center (en), Taipei Spectateurs : 3 400 Arbitrage : Nestor Valiente |

Face aux Italiens, l'Argentine passe à côté de sa première période. La Squadra Azzurra en profite pour prendre une avance que les Argentins sont incapables de combler, même si la deuxième mi-temps leur donne l'occasion de montrer au public de Taipei quelques bribes de leur talent.
| 3 décembre 2004 | Argentine                                     | 4 – 7   | Italie                                                                            |                                                                                |                                                                                |
| 20h30           | Sánchez 28e · Gimenez 34e 40+1e · Wilhelm 35e | (0 - 3) | 2e 12e 35e Bácaro · 9e Fabiano · 32e Vicentini · 34e Foglia · 38e (csc) Giustozzi | NTU Sports Center (en), Taipei Spectateurs : 3 500 Arbitrage : Ibrahim Mohamed | NTU Sports Center (en), Taipei Spectateurs : 3 500 Arbitrage : Ibrahim Mohamed |
| 20h30           | rapport                                       |         |                                                                                   | NTU Sports Center (en), Taipei Spectateurs : 3 500 Arbitrage : Ibrahim Mohamed | NTU Sports Center (en), Taipei Spectateurs : 3 500 Arbitrage : Ibrahim Mohamed |

#### Match pour la3eplace
Le Brésil assure l'essentiel en remportant une nette victoire 7:4 sur l'Argentine lors du match pour la troisième place. En contraste flagrant avec la première rencontre ayant opposé les deux équipes six jours auparavant, les Argentins sont dépassés. Ce n'est qu'en deuxième période qu'ils parviennent à répondre aux assauts des Brésiliens, après une première mi-temps catastrophique.
| 5 décembre 2004 | Brésil                                                         | 7 – 4   | Argentine                           |                                                                            |                                                                            |
| 14h00           | Falcão 1re 6e 12e · Schumacher 17e 36e · Euler 18e · Índio 19e | (6 - 4) | 10e 16e Sánchez · 29e 30e Giustozzi | NTU Sports Center (en), Taipei Spectateurs : 3 500 Arbitrage : Pedro Galan | NTU Sports Center (en), Taipei Spectateurs : 3 500 Arbitrage : Pedro Galan |
| 14h00           | rapport                                                        |         |                                     | NTU Sports Center (en), Taipei Spectateurs : 3 500 Arbitrage : Pedro Galan | NTU Sports Center (en), Taipei Spectateurs : 3 500 Arbitrage : Pedro Galan |

#### Finale
Avant de pouvoir conserver leur titre, il reste aux Espagnols à franchir un dernier obstacle, l'Italie, championne d'Europe, contre qui ils perdent quelques jours auparavant. L'Espagne, forte de ses trois finales de Championnat du Monde de Futsal consécutives, met toute son expérience dans la bataille. Les Italiens s'inclinent 1-2.
| Titulaires :                                             |  |
|                                                          |  |
| Luis Amado - Julio , Orol, Javi Rodríguez, Marcelo       |  |
| Remplaçants :                                            |  |
| Torras, Fran Serrejon, Pipe, Kike, Andreu, Limones, Rafa |  |
| Sélectionneur :                                          |  |
| Javier Lozano                                            |  |

| Titulaires :                                              |  |
|                                                           |  |
| Feller - Carlinhos, Zaffiro , E. Bertoni, Seco            |  |
| Remplaçants :                                             |  |
| Nando Grana, Dè, Bacaro, Fabiano, Foglia, Morgado, Ripesi |  |
| Sélectionneur :                                           |  |
| Alessandro Nuccorini                                      |  |

| Titulaires :                                             |  |
|                                                          |  |
| Luis Amado - Julio , Orol, Javi Rodríguez, Marcelo       |  |
| Remplaçants :                                            |  |
| Torras, Fran Serrejon, Pipe, Kike, Andreu, Limones, Rafa |  |
| Sélectionneur :                                          |  |
| Javier Lozano                                            |  |

| Titulaires :                                              |  |
|                                                           |  |
| Feller - Carlinhos, Zaffiro , E. Bertoni, Seco            |  |
| Remplaçants :                                             |  |
| Nando Grana, Dè, Bacaro, Fabiano, Foglia, Morgado, Ripesi |  |
| Sélectionneur :                                           |  |
| Alessandro Nuccorini                                      |  |

## Statistiques et récompenses

### Classement des équipes
- Champion du monde
- Vice-champion du monde
- Troisième
- Quatrième
- Deuxième tour
- Premier tour

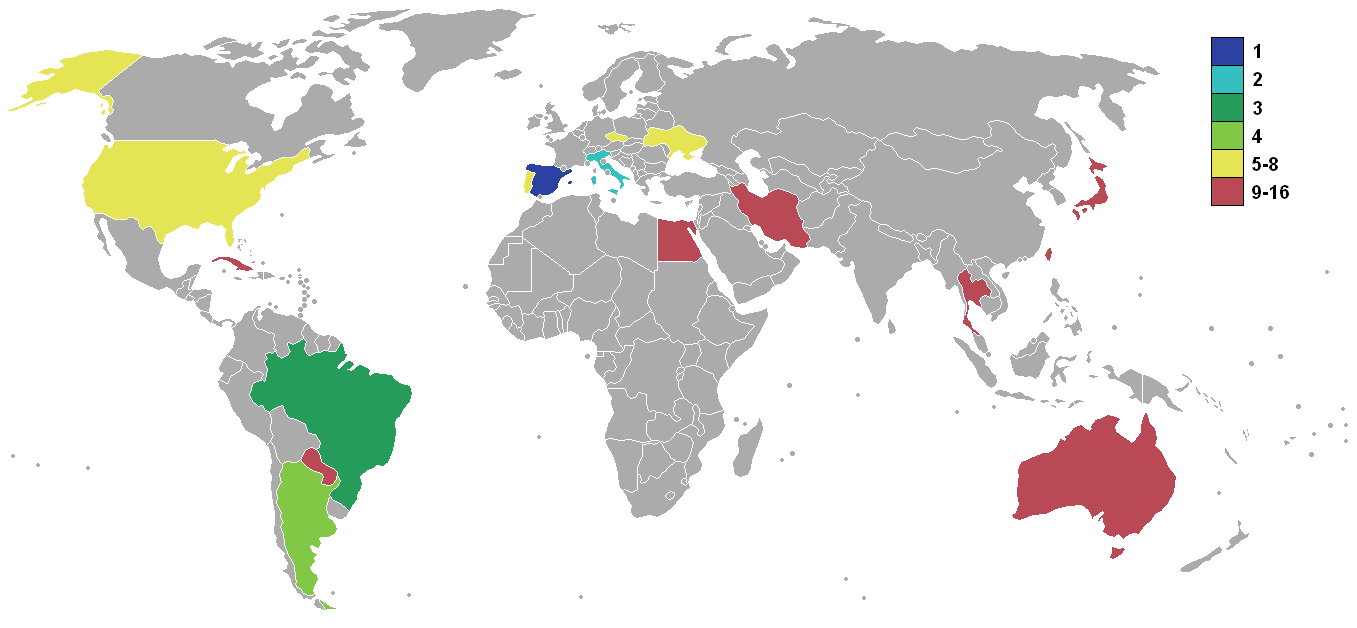
Classement de la coupe du monde :

La Coupe du monde 2000 est remportée par l'Espagne devant l'Italie et le Brésil. Il s'agit du second titre de champion du monde des Espagnols. Les Sud-américains sont la seule équipe invaincue mais n'obtiennent que la troisième place à la suite de leur défaite aux tirs au but en demi-finale.
Le classement complet des seize équipes ayant participé au tournoi prend en compte, en plus du stade de la compétition atteint, le nombre total de points obtenus, puis la différence de buts et enfin le nombre de buts inscrits. Le nombre de points est calculé de la même manière que pour le premier tour, à savoir en attribuant deux points pour un match gagné, un point pour un match nul et aucun point pour une défaite.
| Classement final des équipes, | Classement final des équipes, | Classement final des équipes, | Classement final des équipes, | Classement final des équipes, | Classement final des équipes, | Classement final des équipes, | Classement final des équipes, | Classement final des équipes, | Classement final des équipes, | Classement final des équipes, |
| Place                         | Sélection                     | Stade                         | Pts                           | MJ                            | V                             | N                             | D                             | Bp                            | Bc                            | Diff                          |
| ----------------------------- | ----------------------------- | ----------------------------- | ----------------------------- | ----------------------------- | ----------------------------- | ----------------------------- | ----------------------------- | ----------------------------- | ----------------------------- | ----------------------------- |
| Médaille d'or, monde          | Espagne                       | Vainqueur                     | 19                            | 8                             | 6                             | 1                             | 1                             | 30                            | 7                             | +23                           |
| Médaille d'argent, monde      | Italie                        | Finale                        | 19                            | 8                             | 6                             | 1                             | 1                             | 29                            | 13                            | +16                           |
| Médaille de bronze, monde     | Brésil                        | 3e place                      | 22                            | 8                             | 7                             | 1                             | 0                             | 48                            | 15                            | +33                           |
| 4                             | Argentine                     | 4e place                      | 13                            | 8                             | 4                             | 1                             | 3                             | 21                            | 18                            | +3                            |
| 5                             | Portugal                      | Second tour                   | 10                            | 6                             | 3                             | 1                             | 2                             | 18                            | 8                             | +10                           |
| 6                             | Ukraine                       | Second tour                   | 10                            | 6                             | 3                             | 1                             | 2                             | 16                            | 15                            | +1                            |
| 7                             | Tchéquie                      | Second tour                   | 6                             | 6                             | 2                             | 0                             | 4                             | 12                            | 18                            | -6                            |
| 8                             | États-Unis                    | Second tour                   | 4                             | 6                             | 1                             | 1                             | 4                             | 14                            | 21                            | -7                            |
| 9                             | Égypte                        | Premier tour                  | 3                             | 3                             | 1                             | 0                             | 2                             | 16                            | 12                            | +4                            |
| 10                            | Paraguay                      | Premier tour                  | 3                             | 3                             | 1                             | 0                             | 2                             | 8                             | 11                            | -3                            |
| 11                            | Iran                          | Premier tour                  | 3                             | 3                             | 1                             | 0                             | 2                             | 9                             | 13                            | -4                            |
| 12                            | Thaïlande                     | Premier tour                  | 3                             | 3                             | 1                             | 0                             | 2                             | 5                             | 13                            | -8                            |
| 13                            | Japon                         | Premier tour                  | 1                             | 3                             | 0                             | 1                             | 2                             | 5                             | 11                            | -6                            |
| 14                            | Cuba                          | Premier tour                  | 0                             | 3                             | 0                             | 0                             | 3                             | 3                             | 16                            | -13                           |
| 15                            | Australie                     | Premier tour                  | 0                             | 3                             | 0                             | 0                             | 3                             | 2                             | 18                            | -16                           |
| 16                            | Taïwan                        | Premier tour                  | 0                             | 3                             | 0                             | 0                             | 3                             | 2                             | 29                            | -27                           |

### Statistiques générales
237 buts sont marqués durant les quarante rencontres de la compétition soit une moyenne de 5,93 par match, le plus faible total après la première édition en 1989.
Le Brésil a la meilleure attaque avec cinq-cinq buts marqués et le meilleur ratio (6 buts par match).

### Prix et équipe-type
| FIFA All-Star-Team                                         | Réserve                                                                |
| ---------------------------------------------------------- | ---------------------------------------------------------------------- |
| Luis Amado Kike Marcelo Falcão Javi Rodríguez Ent : Lozano | Farnaklin Salvatore Zaffiro Simi Euler Vinicius Bacaro Ent : Nuccorini |

Falcão s'impose comme la star de ce cinquième Championnat du Monde de Futsal de la FIFA. Avec 13 buts, il s'adjuge non seulement le titre de meilleur réalisateur de la compétition mais aussi celui de meilleur joueur. À chaque rencontre, l'attaquant brésilien, âgé de 27 ans, émerveille les spectateurs par sa technique individuelle mais aussi par sa capacité à mettre son talent au service de ses partenaires. Le Brésilien devance l'Espagnol Javi Rodríguez, récompensé pour sa vivacité et sa combativité, et l'Italien Vinicius Bacaro,,, pilier important du collectif italien.
Le prix du fair-play, déterminé par des critères établis par la FIFA, est conservé par le Brésil,. Avec 889 points, les Brésiliens devancent les Américains (857) et les Tchèques (834). En outre, le Brésil termine la compétition en ayant reçu seulement quatre cartons jaunes et pas un seul carton rouge, un des critères important. L'attitude des joueurs à l'égard des arbitres ou de leurs adversaires est également prise en compte.

L'équipe-type choisie par la FIFA est constituée de quatre espagnols Kike, Marcelo, Javi Rodríguez et le gardien Luis Amado complétée par Falcão et entraînée par l'Ibère Javier Lozano. Une seconde équipe est constituée et nommée « réserve ». Elle se constitue des Brésiliens Farnaklin (gardien), Simi, Euler et des Italiens Salvatore Zaffiro et Vinicius Bacaro, le tout gérée par Alessandro Nuccorini.

### Buteurs
Avec 13 buts, le Brésilien Falcão s'adjuge le titre de meilleur réalisateur (en plus du meilleur joueur). Avant l'ultime rencontre, face à l'Espagne, il est à la lutte avec l'Espagnol Marcelo et son coéquipier Indio, mais son triplé dans la petite finale contre l'Argentine lui permet de s'adjuger le Soulier d'Or. Son compatriote Indio et l'Espagnol d'origine brésilienne Marcelo prennent respectivement la seconde et troisième place avec dix et neuf réalisations. 94 joueurs différents inscrivent au moins un but dans le tournoi.

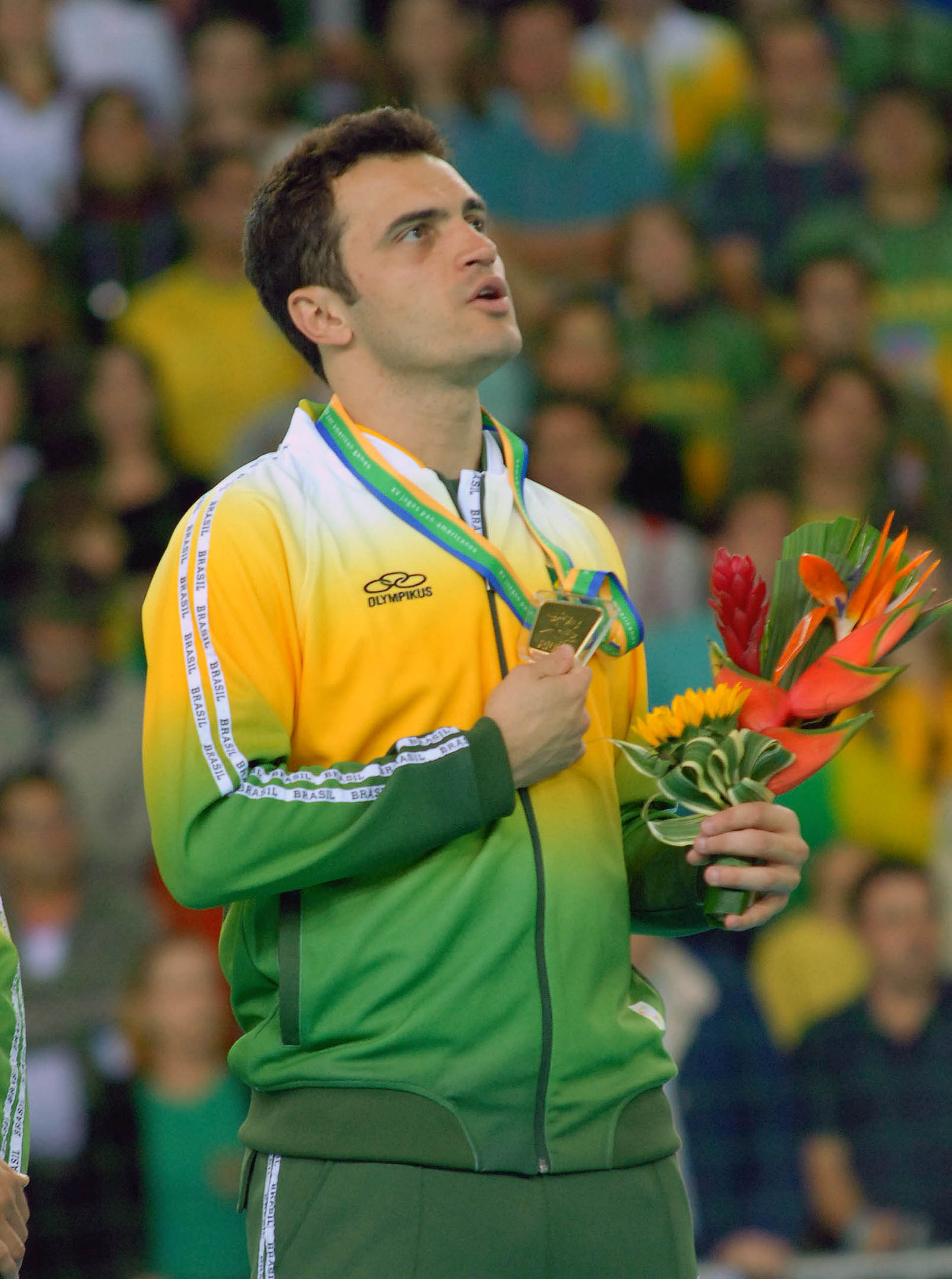
Falcao confirme son talent lors de la compétition.

| Place              | Joueur         | Sélection | Buts | PD | Matches |
| ------------------ | -------------- | --------- | ---- | -- | ------- |
| Médaille d'or      | Falcão         | Brésil    | 13   | 5  | 8       |
| Médaille d'argent  | Indio          | Brésil    | 10   | 3  | 8       |
| Médaille de bronze | Marcelo        | Espagne   | 9    | 3  | 8       |
| 4                  | Joel Queiros   | Portugal  | 7    | 2  | 6       |
| 5                  | Leandro Simi   | Brésil    | 7    | -  | 8       |
| 6                  | Javi Rodríguez | Espagne   | 6    | 3  | 8       |
| 7                  | Abou El Komsan | Égypte    | 6    | -  | 3       |
| 8                  | 5 joueurs      |           | 5    | -  | -       |
| 13                 | 6 joueurs      |           | 4    | -  | -       |
| 19                 | 11 joueurs     |           | 3    | -  | -       |
| 30                 | 21 joueurs     |           | 2    | -  | -       |
| 51                 | 43 joueurs     |           | 1    | -  | -       |

## Bilan de la coupe du monde

### Bilan sportif
| Confédération | Premier tour | Second tour | Demi-finales | Finale | Victoire |
| ------------- | ------------ | ----------- | ------------ | ------ | -------- |
| UEFA          | 5            | 5           | 2            | 2      | 1        |
| CONMEBOL      | 3            | 2           | 2            | -      | -        |
| CONCACAF      | 2            | 1           | -            | -      | -        |
| AFC           | 4            | -           | -            | -      | -        |
| CAF           | 1            | -           | -            | -      | -        |
| OFC           | 1            | -           | -            | -      | -        |
| Total         | 16           | 8           | 4            | 2      | 1        |

L'Europe assoie sont hégémonie sur la compétition en voyant passer toutes ses équipes au second tour. En demi-finale, les deux duels entre Sud-américains et Européens tournent en faveur du Vieux continents, pour la première finale de l'histoire de la Coupe du monde de futsal entre deux équipes de la même confédération.

### Équipes
Si le Championnat du Monde de Futsal de la FIFA s'est montré plutôt avare en surprises, les spectateurs ont pu assister à des rencontres d'un bon niveau et souvent très disputées car l'écart entre les équipes s'est considérablement resserré en quatre ans. Pour cette édition 2004, les matches sont beaucoup plus serrés. Des pays comme le Japon, la Thaïlande, l’Égypte ou Cuba progressent et ne font pas juste de la figuration. En dépit de ses trois défaites, l'équipe australienne fait bonne impression, tout comme les États-Unis, qui proposent un jeu attractif malgré le manque d'expérience de ses joueurs. L'Espagne, le Brésil et l'Italie profitent de ce tournoi pour réaffirmer leur position dominante dans le futsal. La quatrième place de l'Argentine est l'une des bonnes surprises de la compétition.